# John Middleton Clayton
Pour les articles homonymes, voir John Clayton.
John Middleton Clayton, né le 24 juillet 1796 à Dagsboro (Delaware) et mort le 9 novembre 1856 à Dover (Delaware), est un avocat et homme politique américain membre du Parti whig.
Il commence sa carrière politique à la Chambre des représentants du Delaware entre 1824 et 1825. Il passe au niveau fédéral quand il entre en 1829 au Sénat des États-Unis ; il y reste jusqu'en 1836 puis y revient de 1845 à 1849 et entre 1853 et 1856. Du 8 mars 1849 au 22 juillet 1850, il est également secrétaire d'État des États-Unis dans les administrations de Zachary Taylor et de Millard Fillmore.